# Wikipedia en húngaro
La Wikipedia en húngaro (magyar) es la versión de la Wikipedia en húngaro. Fundada el 8 de julio de 2003, en febrero de 2022 alcanzó los 500 000 artículos.

## Fechas clave
- 7 de febrero de 2007: Alcanza los 50 000 artículos.
- 17 de julio de 2008: Alcanza los 100 000 artículos.[2]
- 10 de septiembre de 2011: Alcanza los 200 000 artículos.[3]
- 7 de mayo de 2015: Alcanza los 300 000 artículos.
- 15 de diciembre de 2016: Alcanza los 400 000 artículos.
- 16 de febrero de 2022: Alcanza los 500 000 artículos.